# Стульно
Стульно, або Стільно (пол. Stulno) — село в Польщі, у гміні Воля-Угруська Володавського повіту Люблінського воєводства. Населення — 232 особи (2011).

## Історія
1564 року вперше згадується православна церква в селі.
За даними етнографічної експедиції 1869—1870 років під керівництвом Павла Чубинського, у селі переважно проживали греко-католики, які розмовляли українською мовою.
У 1975—1998 роках село належало до Холмського воєводства.

## Населення
Демографічна структура станом на 31 березня 2011 року:
|          | Загалом | Допрацездатний вік | Працездатний вік | Постпрацездатний вік |
| -------- | ------- | ------------------ | ---------------- | -------------------- |
| Чоловіки | 118     | 19                 | 90               | 9                    |
| Жінки    | 114     | 17                 | 58               | 39                   |
| Разом    | 232     | 36                 | 148              | 48                   |

## Особистості

### Народилися
- Іван Кандиба (1930—2002) — український правозахисник, співзасновник Української Гельсінської групи.
- Марія Церна (нар. 1944) — українська художниця[5].